# Eduardo Blandón
Eduardo Blandón (Los Córdobas, Córdoba, Colombia, 12 de noviembre de 1985) es un futbolista colombiano.

## Trayectoria

### Inicios
Debutó en segunda división con el Envigado F. C. y después pasa al Gameiro. Habiendo mostrado un buen nivel es llevado al Ferrocarril Oeste de Argentina donde no sumo minutos.

### Millonarios
Blandón perteneció a Millonarios desde mediados del 2006, luego de su paso por Ferro Carril Oeste de Argentina en la Primera "B" Nacional, en el cual no actuó ningún minuto siendo relegado por el entrenador Rodolfo Pereira. En Millonarios atajó desde 2007 durante la Copa Sudamericana quitándole el puesto a José Fernando Cuadrado y en 2008 hizo parte del plantel que participó en el Fútbol Profesional Colombiano.
Su debut con Millonarios en primera división fue de la mano del DT colombo-argentino Mario Vanemerak el 30 de septiembre de 2007 enfrentando a Junior en el Estadio "El Campín" por la fecha 11 del Torneo Finalización partido que terminó (2:0) a favor de Millonarios.
El 4 de octubre de 2007 Blandón debuta también a nivel internacional con Millonarios en los octavos de final de la Copa Sudamericana 2007 enfrentando a Colo-Colo en el Estadio Monumental debido a que el arquero titular José Fernando Cuadrado no se recuperó de una lesión sufrida en el partido ida disputado en Bogotá el cual finalizó (1:1). El partido de vuelta en Santiago finalizó con idéntico marcado (1:1) lo que obligó a la definición por penales en la cual Blandón fue la figura y atajo el penal ejecutado por Arturo Sanhueza dándole a clasificación a Millonarios a los cuartos de final.
Blandón alcanzó con Millonarios las semifinales dejando atrás a São Paulo FC de la Copa Sudamericana 2007 en la cual fue derrotado por el América de México. Se marcha del equipo azul habiendo jugado 20 partidos. (14 en liga, 5 en copa sudamericana y 1 en copa Colombia)

### Nacional, Chico y América
A mediados del año 2008 fue comprado al Envigado FC por Atlético Nacional donde llegó a reemplazar a David Ospina se mantuvo hasta finales de 2010 sale de Atlético Nacional tras ver que tenía mucha competencia con Pezzuti, el recién llegado Armani y el juvenil Crhistian Vargas. pasó luego a Boyacá Chicó y desde 2012 América de Cali inicialmente era el reemplazo del ídolo Julián Viáfara aunque fue mayor parte suplente de Andres Mosquera, para 2013 se confirma su continuidad en los diablos rojos, después de una delicada lesión pasó al Deportes Quindío jugando poco.

### Quindio
Para el año 2014, estuvo a punto de firmar con el Deportivo Pereira pero terminó firmando por el Deportes Quindio, equipo que el 2014 juega la segunda categoría del fútbol profesional.

## Clubes
| Club              | País      | Año       | Partidos |
| ----------------- | --------- | --------- | -------- |
| Envigado F. C.    | Colombia  | 2003      | ?        |
| Bajo Cauca        | Colombia  | 2004-2005 | 8        |
| Ferrocarril Oeste | Argentina | 2006      | 0        |
| Millonarios       | Colombia  | 2007-2008 | 20       |
| Atlético Nacional | Colombia  | 2008-2010 | 40       |
| Boyacá Chicó      | Colombia  | 2011      | 36       |
| América de Cali   | Colombia  | 2012-2013 | 18       |
| Deportes Quindío  | Colombia  | 2014-2015 | 8        |